# Anthurium longigeniculatum
Anthurium longigeniculatum är en kallaväxtart som beskrevs av Adolf Engler. Anthurium longigeniculatum ingår i släktet Anthurium och familjen kallaväxter. Inga underarter finns listade.